# Samsung Galaxy A36 5G
Samsung Galaxy A36 5G — смартфон середнього рівня, розроблений Samsung Electronics, що входить до серії Galaxy A. Був анонсований 2 березня 2025 року на Mobile World Congress в Барселоні разом із Samsung Galaxy A26 5G та Samsung Galaxy A56 5G.

## Дизайн
Передня та задня панелі виконана зі скла Corning Gorilla Glass Victus+, а рамка — з матового пластику. Присутній захист від вологи та пилу по стандарту IP67.
Як і Galaxy A26 5G та Galaxy A56 5G, Galaxy A36 5G отримав овальний вертикальний острівець камери з рамкою навколо нього подібно до рамок навколо об'єктивів смартфонів лінійки Galaxy S25.
Знизу знаходяться лоток під 2 SIM-картки, роз'єм USB-C, динамік та 2 мікрофони, зверху — 2 додаткові мікрофони, а справа — гойдалка регулювання гучності та кнопка блокування.
Смартфон продається в наступних кольорах:
| Колір | Назва      |
| ----- | ---------- |
|       | Чорний     |
|       | Лавандовий |
|       | Білий      |
|       | Лайм       |

## Технічні характеристики

### Апаратне забезпечення
Galaxy A36 5G отримав систему на кристалі Qualcomm Snapdragon 6 Gen 3, що по продуктивності приблизно на рівні Exynos 1380, який встановлено в попередній моделі. Смартфон продається в комплектаціях 6/128, 8/128, 6/256, 8/256 та 12/256 ГБ. В Україні він офіційно продається в конфігураціях 6/128 та 8/256 ГБ.
Акумуляторна батарея отримала об'єм 5000 мА·год та підтримку швидкої зарядки на 45 Вт.

Пристрій має 6,7-дюймовий екран Infinity-O (з круглим вирізом) типу Super AMOLED з роздільною здатністю Full HD+ (2340 × 1080), щільністю пікселів 385 ppi, співвідношенням сторін 19,5:9 та частотою оновлення 120 Гц. Також під екран вбудовано оптичний сканер відбитків пальців.
Смартфон отримав стереодинаміки, де роль другого динаміка виконує розмовний динамік.
Galaxy A36 5G отримав ту ж потрійну основну камеру, що й попередник, яка включає ширококутний об'єктив Sony IMX882 на 50 Мп з діафрагмою f/1.8, фазовим автофокусом та оптичною стабілізацією зображення, надширококутний об'єктив GalaxyCore GC08 A3 на 8 Мп з діафрагмою f/2.2 та кутом огляду 123° і макрооб'єктив GalaxyCore GC05A3 на 5 Мп з діафрагмою f/2.4. Смартфон також отримав ширококутну фронтальну камеру GalaxyCore GC12A2 на 12 Мп з діафрагмою f/2.2. Основна та фронтальна камери вміють записувати відео в роздільній здатності 4K@30fps.

### Програмне забезпечення
Galaxy A36 5G був випущений на One UI 7.0 на базі Android 15. Смартфон отримає 6 оновлень операційної системи та 6 років оновлення системи безпеки.
Galaxy A36 5G також має певні функції Galaxy AI, включаючи «Обвести й знайти» (англ. Circle to Search) від Google, яка дозволяє шукати обведений на екрані користувачем об'єкт, більш просунуте видалення об'єктів на фото та фільтри для фотографій.